# 神宮寺の戦い
神宮寺の戦い（じんぐうじのたたかい）は、戊辰戦争の一つの秋田戦争の中で行われた戦闘で、久保田藩の要塞があった神宮寺を庄内藩を中心とする旧幕府軍（奥羽越列藩同盟軍）が攻略しようとした戦いである。

## 経緯
鎮撫軍は澤為量副総督が本営を神宮寺に置き、増援部隊が続々と到着した。そして神宮寺嶽・大平山を中心に雄物川対岸に防衛陣地を築いて、一大要塞地帯を形成した。主力は矢島藩兵一隊と久保田兵（秋田兵）五隊であった。
1868年旧暦8月18日に庄内軍は軍議を開いて、8月19日より神宮寺嶽とその南の大平山を攻撃することになった。翌8月19日、庄内軍二番大隊の二つの小隊（権蔵隊、惣四郎隊）が、大平山の南側の熊沢から稜線沿いに攻撃を開始した。
敵陣に約400ｍまで接近して射撃したが、鎮撫軍は強固な胸壁陣地内より射撃して反撃をした。鎮撫軍の抵抗にあった庄内軍は早々と引き上げた。
8月20日に、伝十郎隊と郷右衛門隊は南楢岡から神宮寺嶽の西側へ斥候に出たが、攻め登ることが無理であると判断した。そして、雄物川対岸より鎮撫軍の射撃があったので、迎撃して引き上げた。
8月22日、再度神宮寺嶽に揺さぶりをかけて、庄内軍二番大隊は仙台藩軍と一関藩軍の応援を受けて、「山狩り」と称して西側の南楢岡より六右衛門の大砲隊の援護射撃を受けながら、朝8時頃より攻め登る。
二番大隊の指揮官酒井吉之丞も前線に出て指揮をした。先鋒の伝十郎隊も頂上まで二町の距離の峰まで攻め上るが、鎮撫軍は激しい防衛線を展開する。結局、二番大隊の攻撃は失敗に終わった。
この間に、雄物川の船橋には兵糧が運びこまれ、増援部隊が続々と到着した。そして、8月23日に、鎮撫軍は大規模な反撃を行う。500人の大部隊が雄物川を越えて進撃してきた。